# 多莫多索拉
多莫多索拉（義大利語：Domodossola），是意大利韦尔巴诺-库西亚-奥索拉省的一个市镇。总面积36.9平方公里，人口18464人，人口密度500.4人/平方公里（2009年）。ISTAT代码为103028。

## 友好城市
- 瑞士布里格
- 義大利布斯托阿西齊奧